# Дубовий гай (пам'ятка природи, Лубни)
Дубовий гай — ботанічна пам'ятка природи місцевого значення в Україні. Розташована у м. Лубни Полтавської області.
Площа — 0,5 га. Статус надано згідно з рішенням Полтавської обласної ради від 216.11.1979 року № 437. 
Статус надано для збереження групи дерев залишку дубового гаю на придолинному плато. Тут зростає 25 екземплярів дуба звичайного та поодинокі екземпляри липи серцелистої, граба звичайного та черешні пташиної – вікові дерева віком близько 250 років.